# Bór (Górno)
Bór – część wsi Górno w Polsce położona w województwie świętokrzyskim, powiecie kieleckim, w gminie Górno.
W latach 1975–1998 Bór administracyjnie należał do województwa kieleckiego.